# سیمین‌ماهی رنگین‌کمان
سیمین‌ماهی رنگین‌کمان (نام علمی: Osmerus mordax) نام یک گونه از سرده سربرهنه است.